# Kawaguchimeer
Het Kawaguchimeer (Japans: 河口湖 Kawaguchi-ko) is een meer in de Japanse prefectuur Yamanashi. De oppervlakte is 6,13 km². Het Kawaguchimeer ligt aan de voet van de Fuji, een vulkaan die weerspiegelt in het meer. Het meer ligt op een hoogte van 830 meter, wat zorgt voor relatief koele zomers en vaak ijskoude winters.

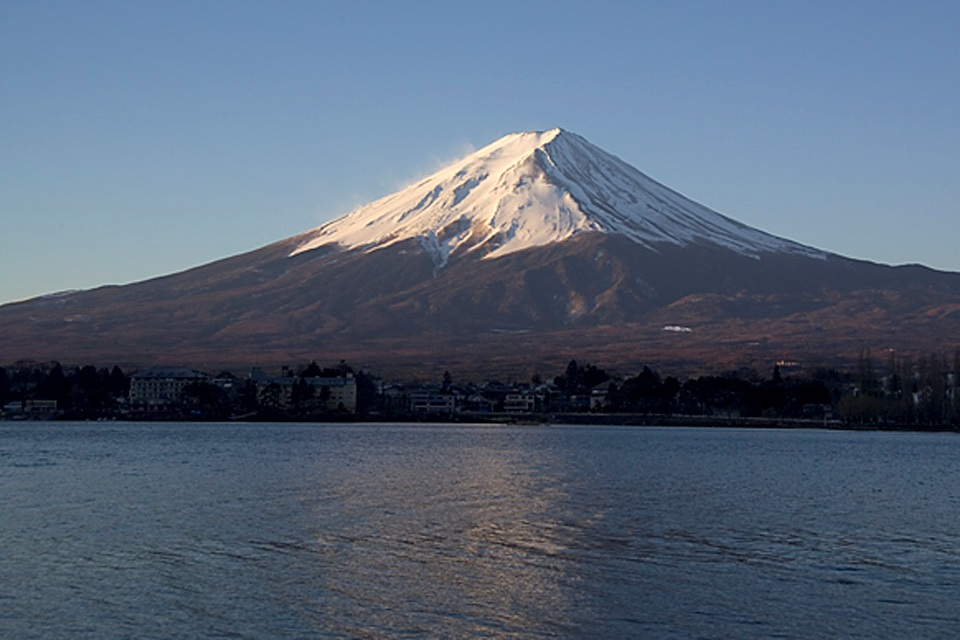
Kawaguchimeer met op de achtergrond de Fuji
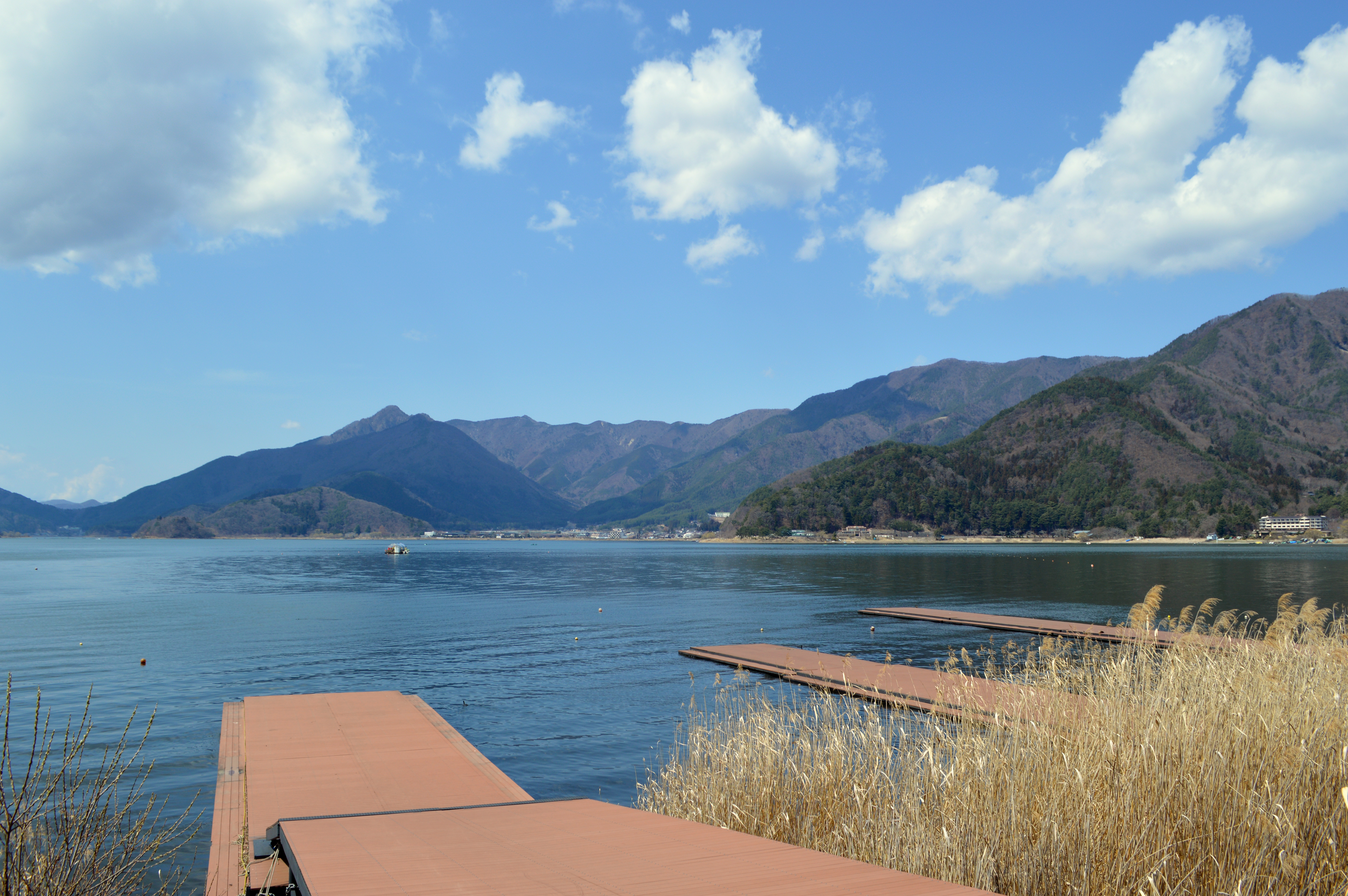
Aanlegsteiger